# Poikilogyne parviflora
Poikilogyne parviflora är en tvåhjärtbladig växtart som först beskrevs av Rudolf Mansfeld, och fick sitt nu gällande namn av Rudolf Mansfeld. Poikilogyne parviflora ingår i släktet Poikilogyne och familjen Melastomataceae. Inga underarter finns listade i Catalogue of Life.